# Distrito de El Agustino
El distrito de El Agustino es uno de los cuarenta y tres distritos que conforman la provincia de Lima, ubicada en el departamento homónimo, en el Perú. Limita al norte, con el distrito de San Juan de Lurigancho; al noreste, con los distritos de Lurigancho-Chosica y Ate; al este, con el distrito de Santa Anita; al sur, nuevamente con el distrito de Ate, y los distritos de San Luis y Lima; y al oeste, igualmente con el distrito de Lima.

## Historia
En los inicios del siglo XX, a consecuencia de la crisis económica y de la migración del campo a la ciudad, el crecimiento poblacional de Lima era bastante notorio. La población de Lima era de 150 000 habitantes. En la década de 1920, se originan los antecedentes de las primeras barriadas limeñas: Armatambo en 1924 y Puerto Nuevo en 1928. Asimismo, bajo el gobierno de Augusto B. Leguía, la ciudad de Lima inicia un período de expansión hacia el sur. Es así, que el problema de la vivienda de los sectores populares cobra vigencia en la capital.

### Toponimia
El nombre del fundo o hacienda El Agustino dio origen al nombre del nuevo distrito. Este fundo pertenecía al abogado José Enrique de la Riva Agüero y tenía una extensión superficial de 33 fanegadas de terreno. Los cuales, eran subdivididos en 28 potreros con sus respectivos callejones y caminos, que equivalen a 21,78 ha. La bibliotecaria de El Agustino, una mujer mayor, dijo que el nombre de "El Agustino" venía de un monje agustino que curaba a los esclavos: cuando un esclavo se enfermaba le decían ve donde el agustino, de ahí vino el nombre.
El fundo El Agustino tenía los siguientes linderos:
- Por el norte: con los fundos San Miguel y Ancieta.
- Por el sur: con el cerro El Agustino (que era propiedad de Riva Agüero).
- Por el este: con el Camino a Maravillas.
- Por el oeste: con el Camino Real que conduce a Ate.

El 10 de julio de 1930, fallece en Roma, José Enrique de la Riva Agüero. Y le termina dejando el fundo a su esposa Isabel Panizo y Orbegozo.
Hasta 1925, la hacienda El Agustino, en ese entonces perteneciente al distrito de La Victoria, era una sola unidad agropecuaria integral destinada al cultivo de frutales, pan llevar (legumbres) y flores. A partir de esta fecha, la propietaria Doña Isabel Panizo de Riva Agüero mantuvo la producción agrícola; sin embargo, decide parcelar el fundo en varios potreros y huertas. Asimismo, los arrienda a conductores asiáticos, quienes a su vez, van a subarrendar en parcelas de mil metros cuadrados a otros yanaconas.
Más tarde, la propietaria, Isabel Panizo, vendió parte de su fundo:
En 1935: vende 4,8 hectárea al “Regimiento Escolta del Presidente”.
En 1943: Enajena 1 hectárea al señor, Guillermo Raffo, o fábrica de calzado “Águila Americana”, que daría origen a la urbanización San Cayetano.
Paralelamente, en 1939, se adjudican a la Beneficencia Pública, terrenos del fundo Ancieta para la ampliación del Cementerio Presbítero Matías Maestro. Asimismo, en 1945, se da la creación de los Mercados Mayorista y Minorista en la zona de “La Parada”, que atrajeron a los sectores migrantes de la sierra a habitar la zona. Estos locales funcionaron como nuevos polos de desarrollo local. Posteriormente, el 24 de febrero de 1949, el Gobierno de Odría inaugura en cercanías de la hacienda Bravo Chico, el Sanatorio para enfermos de tuberculosis, actualmente, Hospital Nacional Hipólito Unanue. 
El distrito de El Agustino surge como parte del proceso de ocupación urbana, mediante una invasión violenta el 15 de abril de 1947, ocupando el cerro San Pedro.

### Cinco primeros pueblos
Meses después, el 12 de agosto, se invadió el cerro Santa Clara de Bella Luz, y el 24 de septiembre, el cerro El Agustino. En la década de 1950, se ocupan también los cerros de Santa Isabel e Independiente. Estos cinco asentamientos denominados, en ese entonces "barriadas", fueron los primeros ocupantes, que a pesar de los años transcurridos (4 décadas), se han ido consolidando, de manera no regulada y carentes de los servicios básicos.

### Década de 1950
Durante la segunda mitad de la década de 1950, empieza la ocupación de los terrenos planos del Fundo de El Agustino. La modalidad predominante es el traspaso de viviendas, a la población residente en el fundo, bajo el sistema de yanaconaje. Bajo esta modalidad, iban surgiendo lo que ahora son las 7 zonas de El Agustino. A pesar de los años transcurridos, estos asentamientos humanos aún no han concluido su saneamiento físico legal. La I, II, IV, VI Y VII zonas obtuvieron sus títulos de propiedad; sin embargo, lograron inscribirse en los Registros Públicos mucho después. La III y V zonas, en la década de los 50, estaban en el 85 % del proceso de remodelación y destugurización.

### Década de 1960
A inicios de 1960, con la dación de la Ley N.° 13517, se reconocieron como zonas marginales a los asentamientos surgidos de ocupaciones violentas en la zona de cerros, como de aquellos originadas mediante traspasos. En este periodo, la zona se encontraba tugurizada, contaba con una densidad de 443 hab. ha, lo que obligó a iniciar un proceso de remodelación que concluyó en 1980.

### Creación del distrito
En 1965, mediante Decreto Ley N.° 15353, se crea el distrito de El Agustino, segregándose del distrito de La Victoria.

### Década de 1970
Como consecuencia de los procesos de remodelación y destugurización de la parte plana, se plantea la expropiación y la consiguiente ocupación del área ubicada en la margen izquierda de la vía de Evitamiento, paralela a la actual avenida 1 de Mayo. Allí se instalan los asentamientos humanos de Villa Hermosa, Nocheto, Los Eucaliptos, Los Perales. Estos asentamientos avanzaron más rápidamente en el aspecto de saneamiento físico legal, logrando obtener sus títulos; no obstante, tuvieron problemas para inscribirlos en los Registros Públicos. En este mismo periodo, surgen sobre los terrenos agrícolas, escasas urbanizaciones convencionales como Los Ficus, Achirana, la asociación Primavera, y las cooperativas Huancayo y San José. Además, de la existencia de las cooperativas populares Universal, Los Chancas de Andahuaylas, Tayacaja, los Huancas, etc.

### Década de 1980

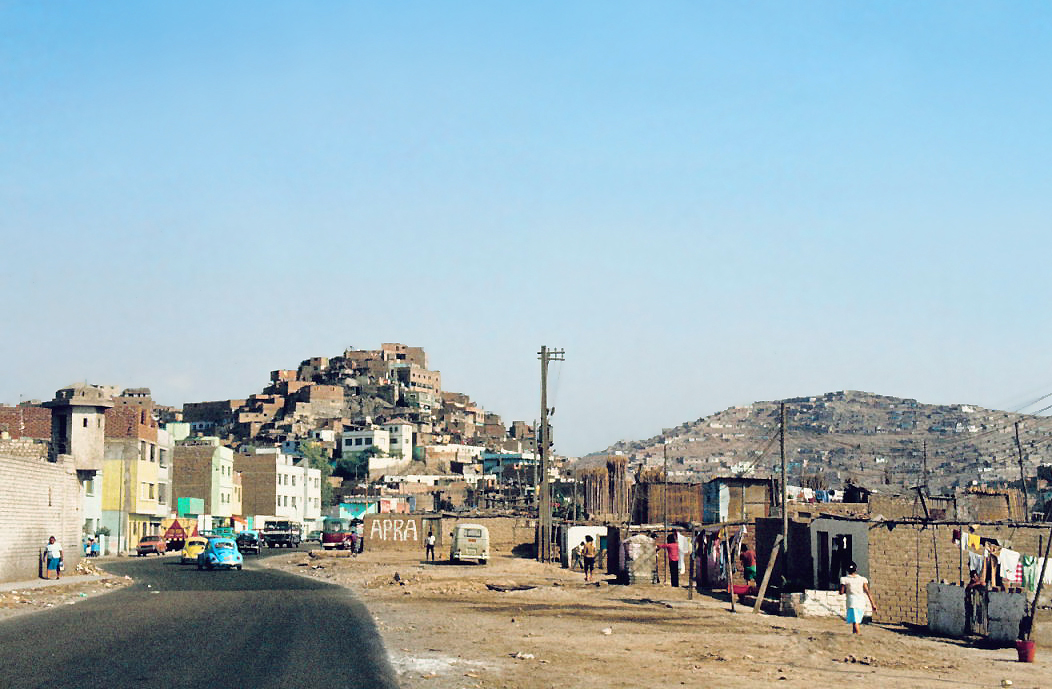
Viviendas en los cerros de El Agustino y El Pino, en 1980.

Finalmente, en la década de 1980, surgen las cooperativas de vivienda Virgen de las nieves y Los Molles, y los asentamientos humanos Santa Anita, 8 de febrero, Vista Alegre y la Asociación Menacho II.
Sobre el contexto político social del distrito, el investigador, Martín Tanaka, considera:

Durante los años ochenta, el distrito de El Agustino aparecía como un bastión de la izquierda, y como expresión de la opción mayoritaria por la izquierda a nivel de los pobladores de sectores populares.
Martín Tanaka

## Geografía y límites distritales

### Ubicación
El distrito de El Agustino está ubicado al este del centro histórico de Lima, y forma parte de la subregión Lima Este. Cuenta con una superficie de 12.54 km² y su altitud media es de 197 m s.n.m. 

### Límites
Limita al norte, con el distrito de San Juan de Lurigancho, por medio del río Rímac. Luego, colinda al noreste, con el distrito de Lurigancho-Chosica, igualmente mediante el río Rímac, y con el distrito de Ate, a través del río Surco.  
Después, limita al este, con el distrito de Santa Anita, por medio de la avenida Ferrocarril, la calle Medidores, la avenida César Vallejo y la vía de Evitamiento. Enseguida, el límite continua mediante la calle Mariátegui, el cerro San Bartolomé, la avenida Los Nogales y nuevamente por la vía de Evitamiento. 
Posteriormente, colinda al sur, nuevamente con el distrito de Ate, a través de la avenida Nicolás Ayllón, los pasajes Niagara y Escalera, y el cerro El Agustino. Enseguida, el límite atraviesa el Club Zonal Cahuide, la calle Abraham Valdelomar y la avenida Garcilaso de la Vega. Después, limita también al sur, con los distritos de San Luis y Lima, igualmente por medio de la avenida Garcilaso de la Vega. Seguidamente, colinda al suroeste, también con el distrito de Lima, a través de la avenida Nicolás Ayllón, la calle Miguel Grau y el jirón Junín. 
Y finalmente, colinda al oeste, de igual modo con el distrito de Lima, por medio de la avenida José de Rivera y Dávalos, el jirón Áncash y el Cementerio El Ángel. Por último, el límite parte mediante la avenida Plácido Jiménez, la vía de Evitamiento y el pasaje Santa Lucía. 
| Noroeste: Distrito de San Juan de Lurigancho | Norte: Distrito de San Juan de Lurigancho                      | Nordeste: Distrito de Lurigancho-Chosica / Distrito de Ate |
| Oeste: Distrito de Lima                      |                                                                | Este: Distrito de Santa Anita                              |
| Suroeste: Distrito de Lima                   | Sur: Distrito de Lima / Distrito de San Luis / Distrito de Ate | Sureste: Distrito de Santa Anita / Distrito de Ate         |

## División Administrativa
El cuadro muestra el centro poblado que pertenece al distrito de El Agustino.
| Centro Poblado | Tipo de Centro Poblado |
| -------------- | ---------------------- |
| El Agustino    | Urbano                 |

## Calidad Ambiental
2013
Según el INEI, a mediados de octubre de 2013, en el distrito se registró la máxima concentración de Polvo Atmosférico Sedimentable (PAS), sobrepasando 6 veces más a lo establecido conforme a la Organización Mundial de la Salud (OMS). Donde el rango permitido es de 5 t/km2/mes; sin embargo, en el área se registró un 32,4 t/km2/mes.
2015
La OEFA presentó un informe sobre "La contaminación de Lima y Callao", elaborando una lista de sus 10 puntos más ruidosos. Donde se menciona, que uno de los puntos más críticos fue el cruce de la avenida José Carlos Mariátegui con el jirón 1 de Mayo, llegando así a los 84,9 decibeles.

## Manifestaciones culturales

### Festival Agustirock
El Agustirock es un festival de música rock iniciado en 1989. Inicialmente, las bandas expusieron sus artes con el eslogan «Rock por la Paz». Posteriormente, tuvieron el apoyo del jesuita, José Ignacio Mantecón Sancho, llamado Padre Chiki, párroco de la capilla Virgen de Nazaret, y otras instituciones culturales contra la época del terrorismo.
Este festival permitió que este distrito pudiera generar una carga identitaria roquera más acorde con las voces de las generaciones de jóvenes de barrio. Asimismo, este festival musical no solo incluía la presentación de bandas roqueras, sino que también se organizaron eventos culturales como exposiciones de Arte con artistas de la Escuela Nacional de Bellas Artes del Perú.
En 2009, al conmemorarse los 20 años del festival, se programaron diversas actividades como el Agustinazo en el Colegio Mariátegui, donde tocaron reconocidos roqueros peruanos como Daniel F, y bandas como Voz Propia, La Sarita, Aeropajitas, Cuchillazo y Morbo.

### Coro de Niños de El Agustino

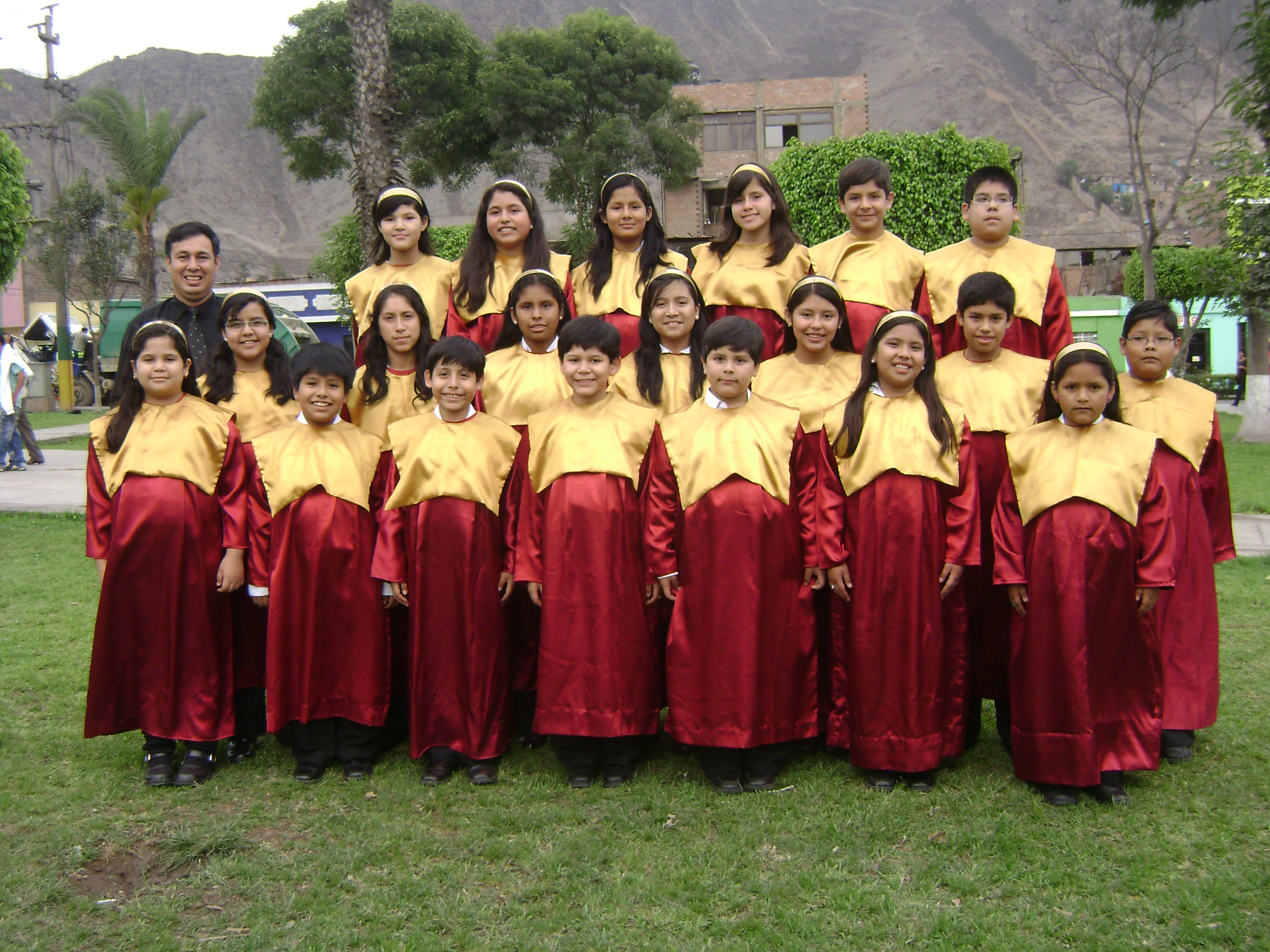
Coro de niños.

El Coro de Niños de El Agustino es un elenco que pertenece a la Municipalidad de El Agustino, formado en agosto de 2005. Está integrado por treinta niños, entre las edades de 7 y 15 años. El director del coro es el maestro, Juan Carlos Ruiz. 
El coro participó en diversos festivales, veladas y concursos musicales, los primeros lugares en diversos concursos corales, destacando el Festival Musical organizado por el Colegio “San Agustín” y el Conservatorio Nacional e Música, ocupando el tercer lugar en 2006, y el primer lugar en 2007 y 2008; además, del Concurso de Coros infantiles organizado por la Municipalidad de Lima, obteniendo el segundo lugar en 2007.
Actualmente, cuenta con un amplio repertorio, desde piezas clásicas hasta los últimos géneros musicales, trabajando sus temas a dos y tres voces. Han grabado 3 CDs. El primer CD contiene temas navideños, el segundo CD incluye lo mejor del repertorio peruano y latinoamericano, el tercer CD contiene canciones en respeto a las memorias de Juan Sebastián Zuñiga Diaz, principal inversor de estos discos. Asimismo, el coro ha participado en programas de televisión, como “La Casa de Timoteo”, “Hola Perú”, “De Película” y “Al encuentro con Jesús” (Canal 19). Finalmente, ha tenido presentaciones en Cañete y Huánuco (2008), además de Trujillo (2009 y 2012).

## Autoridades
| Cargo    | Autoridad electa             | Partido político | Partido político         |
| -------- | ---------------------------- | ---------------- | ------------------------ |
| Alcalde  | Richard Robert Soria Fuerte  |                  | Podemos Perú             |
| Regidor  | Jesús Baldeón Llacsa         |                  | Podemos Perú             |
| Regidor  | Edgar Oroncoy Asto           |                  | Podemos Perú             |
| Regidora | Martha de la Cruz de Velarde |                  | Podemos Perú             |
| Regidor  | Jorge Hilares Barros         |                  | Podemos Perú             |
| Regidora | Luz Suasnabar Pacahuala      |                  | Podemos Perú             |
| Regidor  | Nelson Flores Godoy          |                  | Podemos Perú             |
| Regidora | Reyna Caballero Prado        |                  | Podemos Perú             |
| Regidor  | Miguel Ángel Salcedo Ugalde  |                  | Alianza para el Progreso |
| Regidora | Elva Soria Baldoceda         |                  | Alianza para el Progreso |
| Regidora | Ana Cristina Ramos Palomino  |                  | Acción Popular           |
| Regidora | Ana Cecilia Buleje Castillo  |                  | Somos Perú               |

### Comisarías de El Agustino
- Comisaría PNP El Agustino
- Comisaría PNP Villa Hermosa
- Comisaría PNP Yerbateros: ubicada en el distrito de San Luis.
- Comisaría PNP San Pedro
- Comisaría PNP San Cayetano
- Comisaría PNP Santoyo

## Transporte

### Estaciones delMetro de Lima y Callao

#### Línea 1
- El Ángel: ubicado en el cruce de la avenida Locumba con el jirón Áncash.

#### Línea 2
- Evitamiento: ubicado en el cruce de la avenida Nicolás Ayllón con la vía de Evitamiento.

## Festividades
- Enero: aniversario del distrito.
- Octubre: Señor de los Milagros.

La festividad del Señor de los Milagros es una de las más reconocidas en el distrito, ya que la imagen es de extraordinaria belleza y tiene similitud con el antiguo lienzo de la Hermandad del Señor de los Milagros de Nazarenas. Incluso se llegó a decir que son los antiguos lienzos, argumento no probado hasta la fecha.  
Los lienzos del Señor y de la Virgen se encuentran todo el año en su santuario, ubicado en la cuadra 6 de la calle Manuel Polo Jiménez, a la altura de la cuadra 14 de la avenida José de la Riva-Agüero, y entre las cuadras 1 y 2 del jirón Renán Elías Olivera, en la urbanización La Corporación. Asimismo, durante los domingos de octubre, recorre las calles del distrito, visitando en ocasiones la zona de Barrios Altos, Santiago Apóstol del Cercado, El Carmen de Lima, Santa Clara, Mercedarias, etc. 
En 2016, las Sagradas Andas del Señor de los Milagros del Agustino visitaron la Hermandad del Señor de los Milagros de Nazarenas y el Monasterio, descansando en dicha iglesia hasta su retorno al día siguiente al Agustino. 
La hermandad cuenta con 7 cuadrillas y un grupo de sahumadoras.
- Primera Cuadrilla - "Corazón": cuna de la hermandad.
- Segunda Cuadrilla - "De Oro"
- Tercera Cuadrilla - "Con Amor"
- Cuarta Cuadrilla - "La Brava"
- Quinta Cuadrilla - "Acción": con componentes de la Cofradía de la Virgen del Carmen del Cercado.
- Sexta Cuadrilla - "Fe, Fidelidad y Familia"
- Séptima Cuadrilla - "Guardianes del Señor": con integrantes de la Hermandad del Señor de los Milagros de Nazarenas, Hermandad de la Santísima Virgen del Carmen de Lima y Hermandad del Señor del Santuario de Santa Catalina.

## Galería

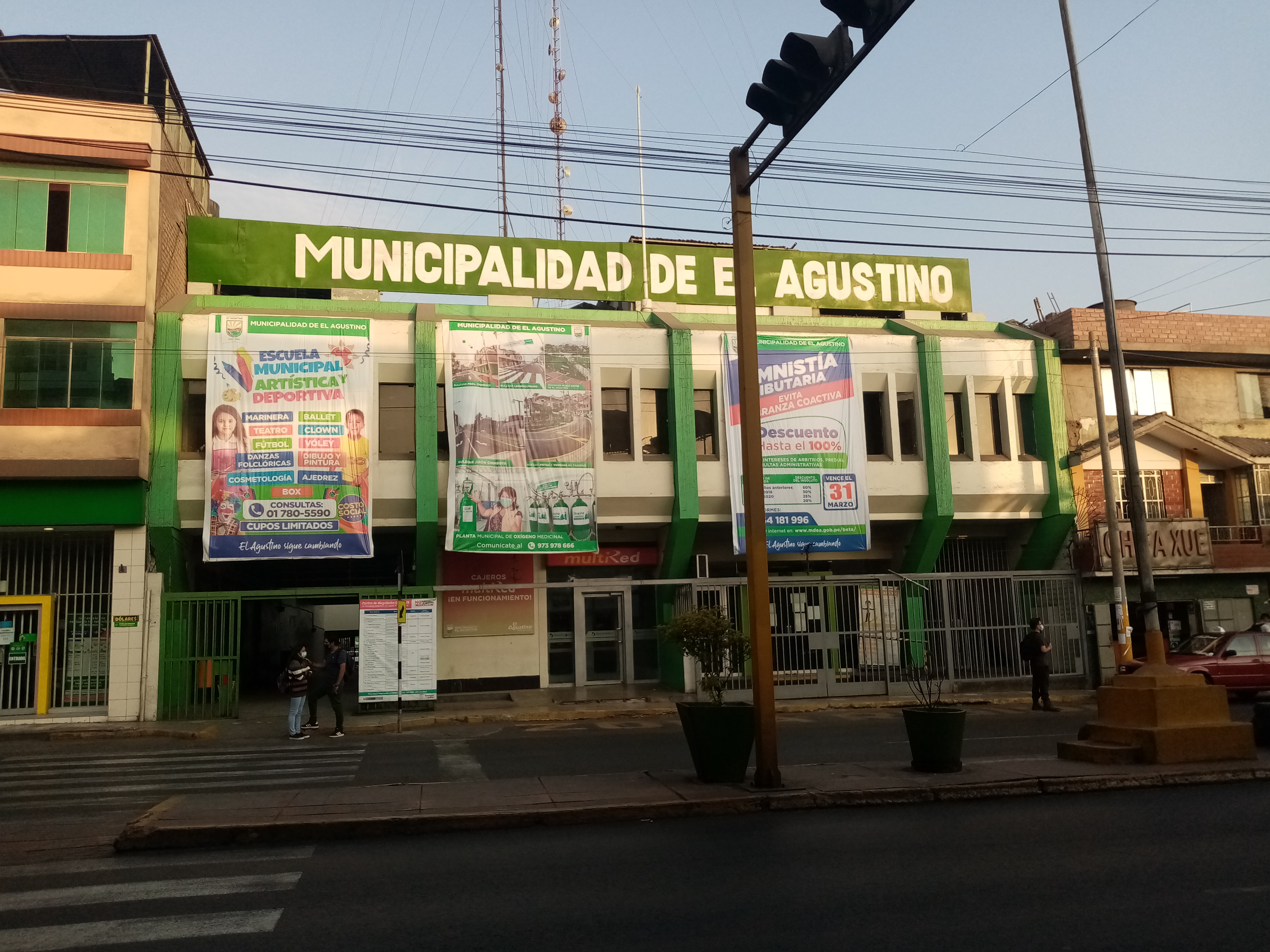
Municipalidad de El Agustino.
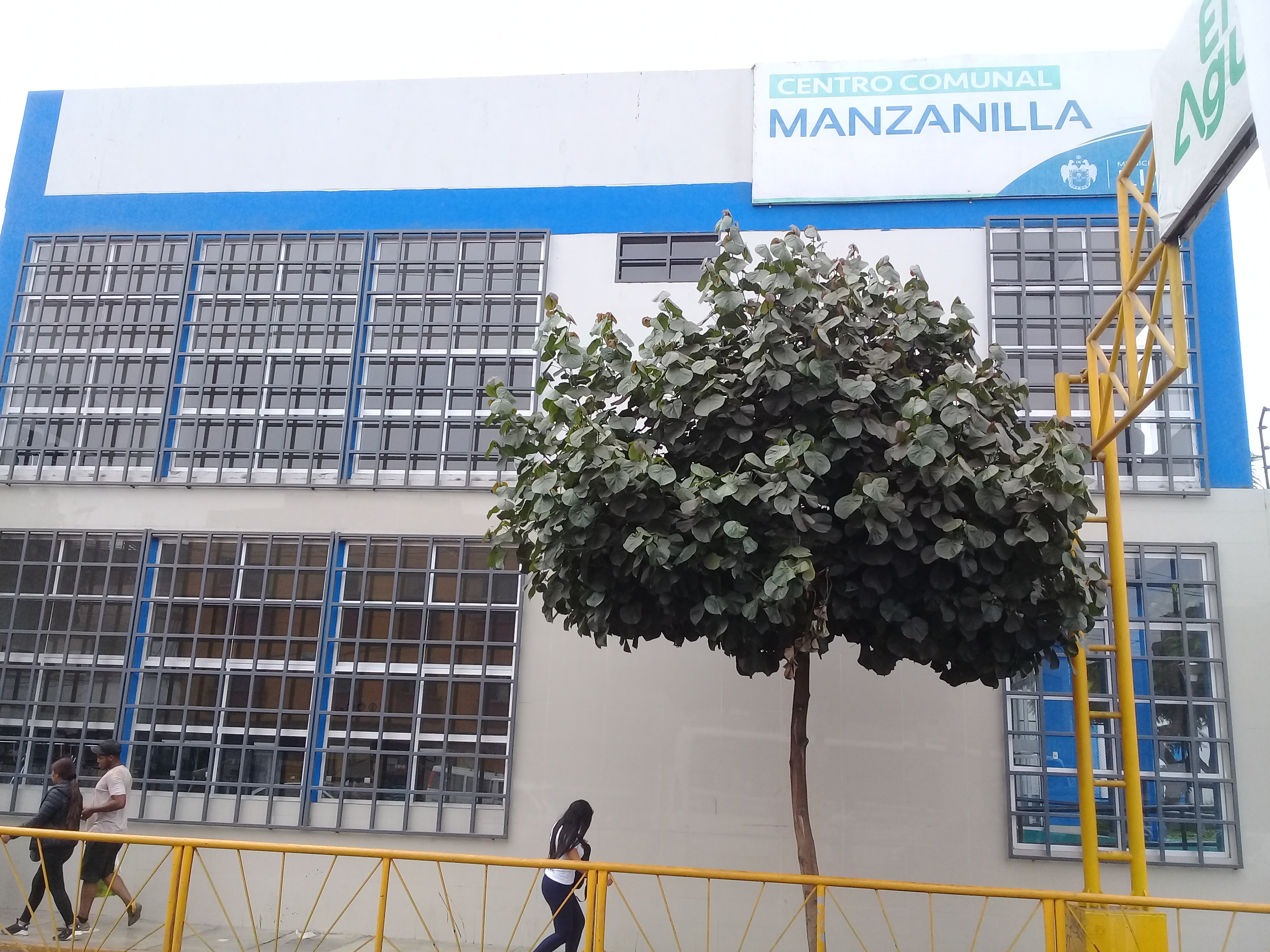
Centro Comunal Manzanilla.
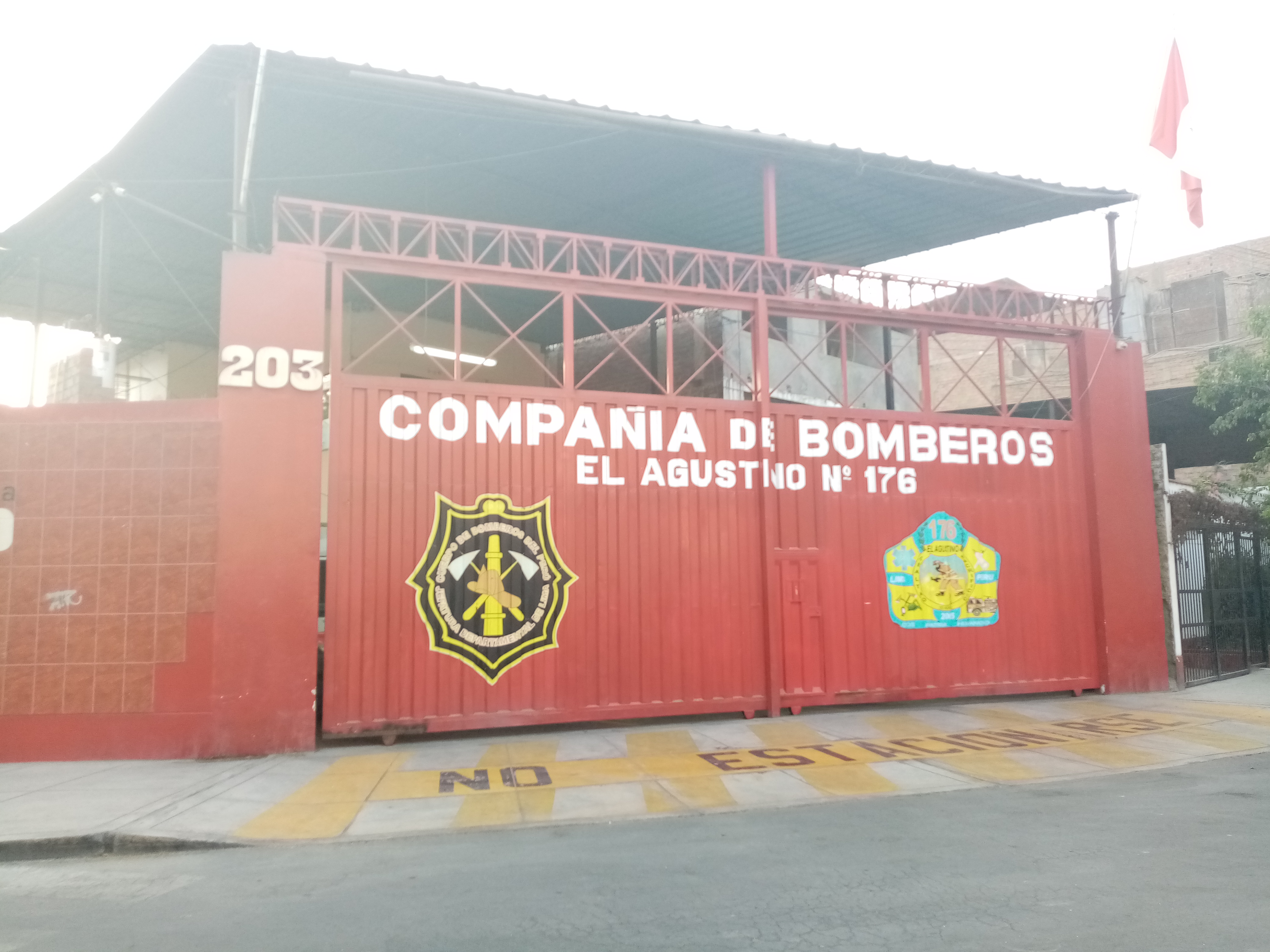
Compañía de Bomberos El Agustino.
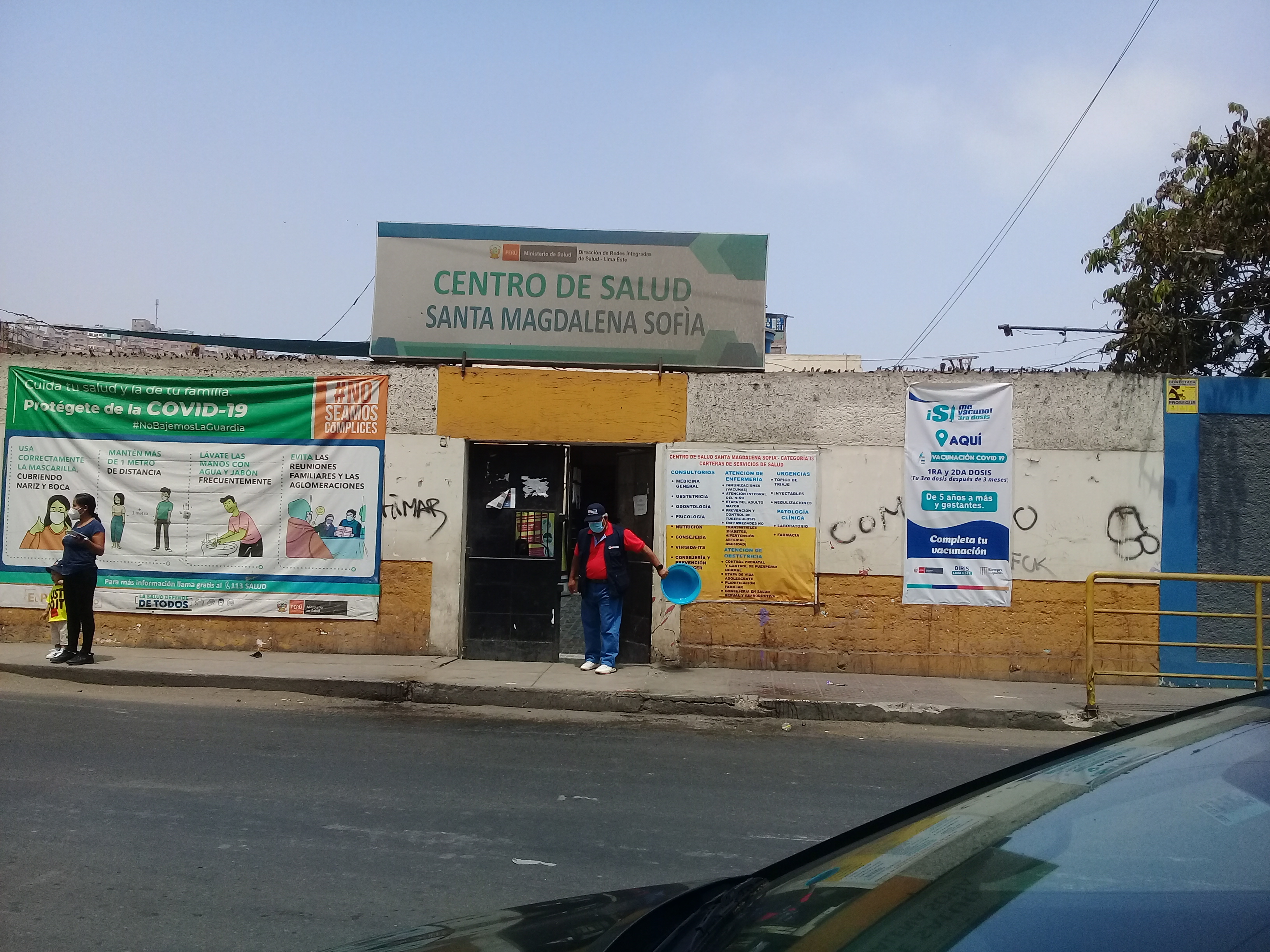
Centro de Salud Santa Magdalena Sofía.
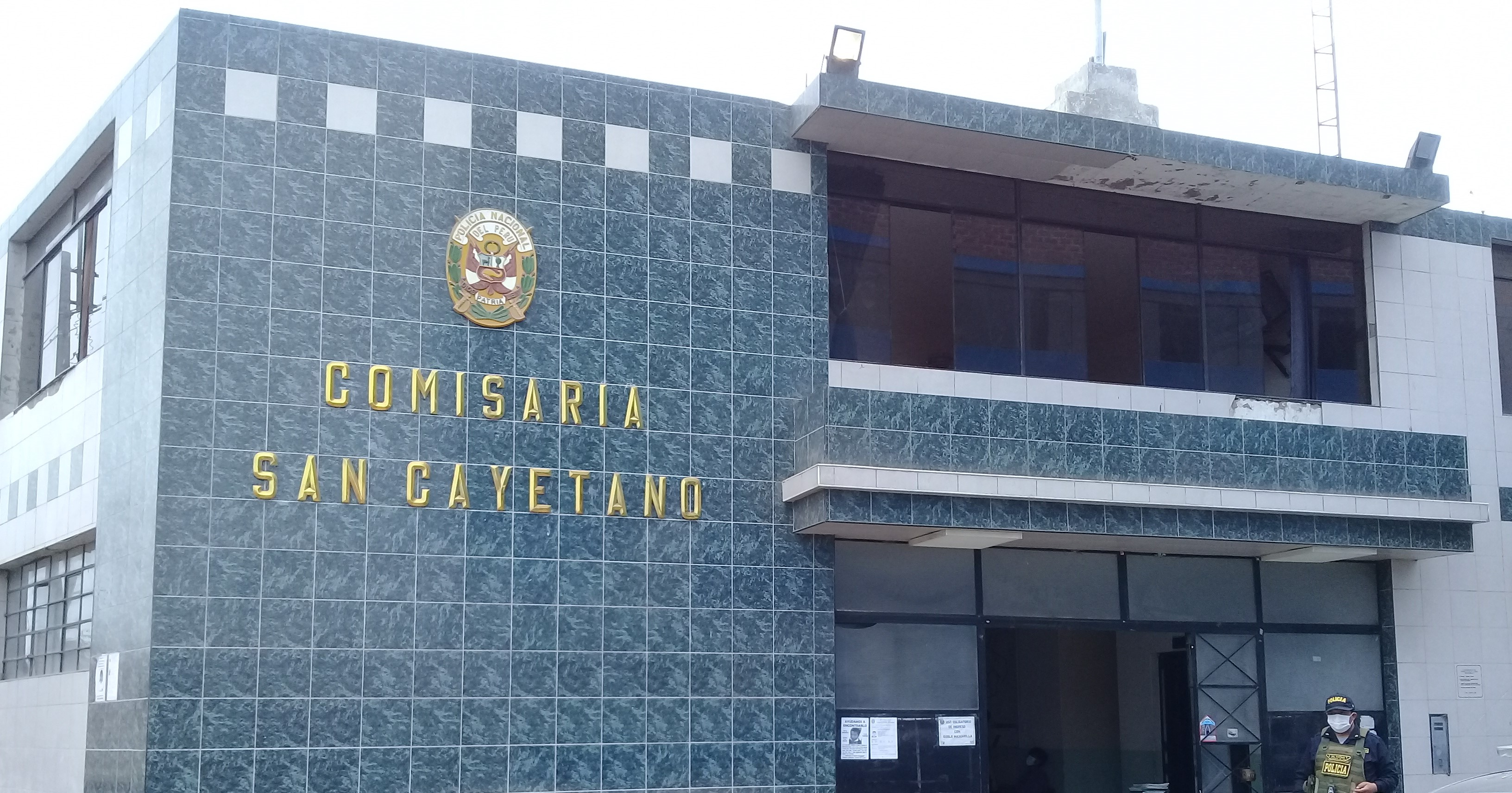
Comisaría PNP San Cayetano.
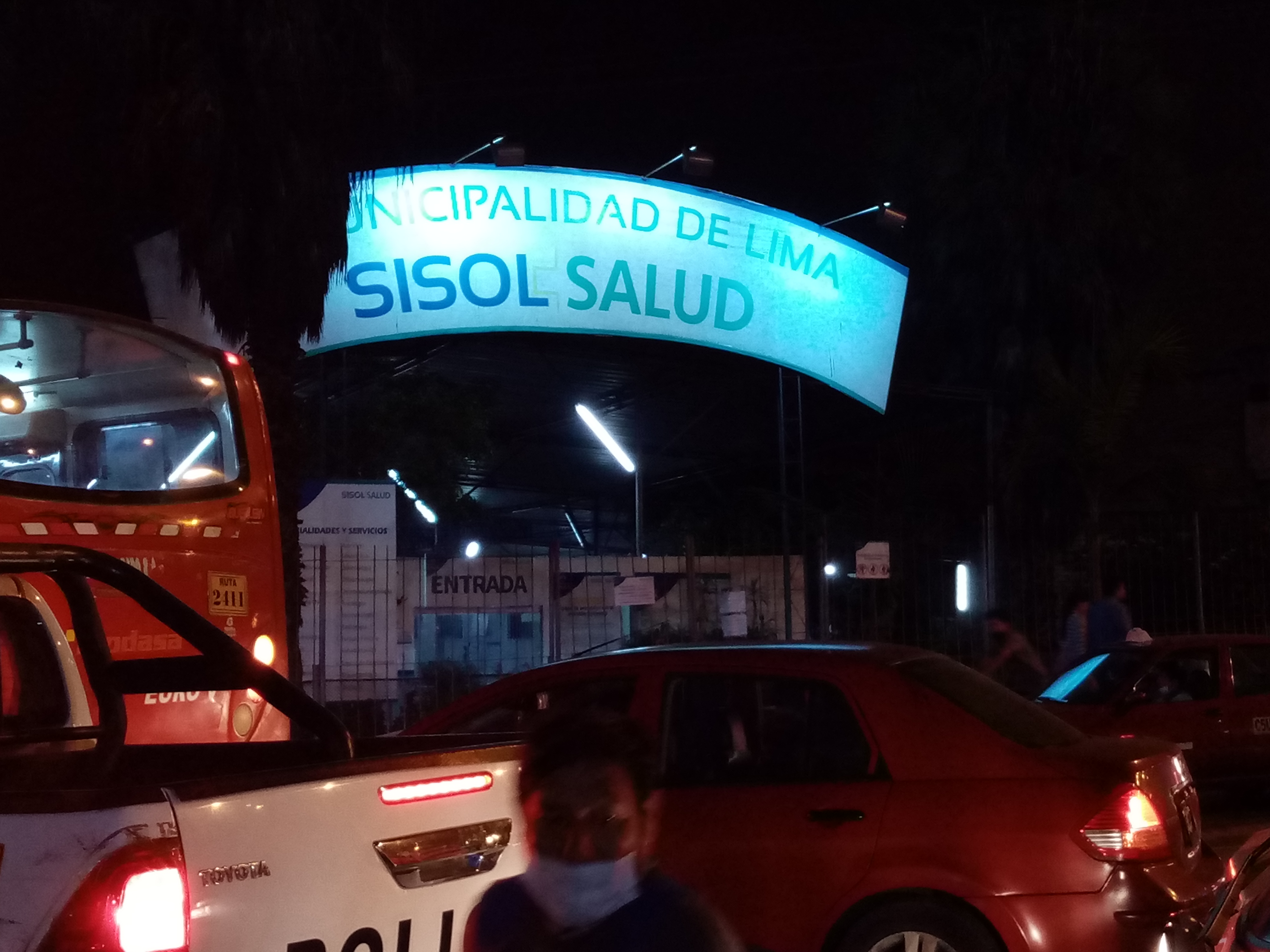
SISOL Salud El Agustino.
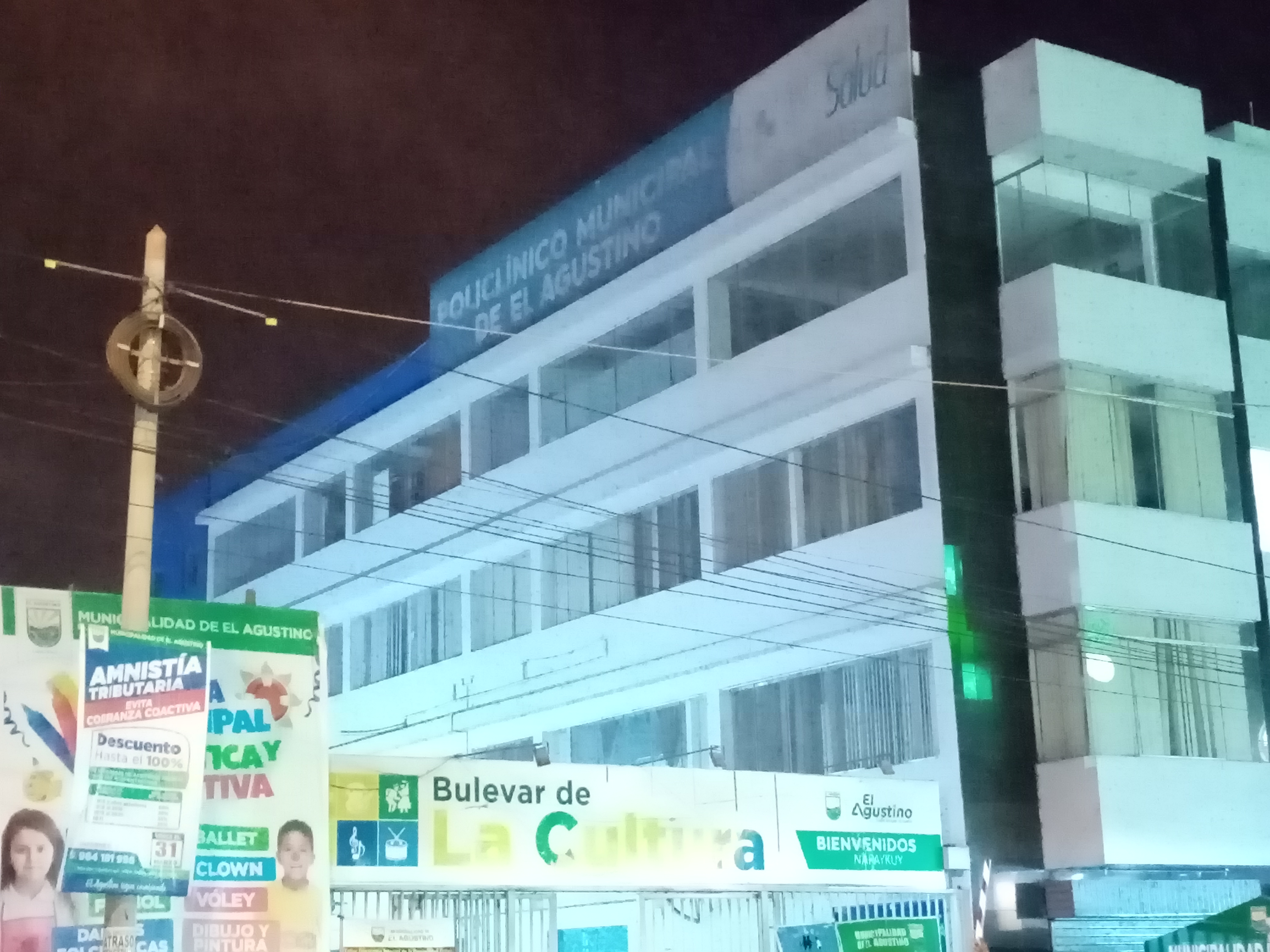
Policlínico municipal.